# Arthur Darvill
Arthur Darvill, född 17 juni 1982 i Birmingham, är en brittisk skådespelare.
Darvill har bland annat medverkat i TV-serierna Broadchurch, Legends of Tomorrow och Ruth. Mellan 2010 och 2012 medverkade han även i den brittiska science-fiction TV-serien Doctor Who där han spelade rollen som följeslagaren Rory Williams.

## Filmografi (i urval)
- 2010–2012 – Doctor Who (TV-serie)
- 2013–2017 – Broadchurch (TV-serie)
- 2016–2021 – Legends of Tomorrow (TV-serie)
- 2023 – Three Little Birds (TV-serie)
- 2025 – A Cruel Love: The Ruth Ellis Story (TV-serie)